# 1963年の阪急ブレーブス
1963年の阪急ブレーブスでは、1963年の阪急ブレーブスの動向をまとめる。
この年の阪急ブレーブスは、西本幸雄監督の1年目のシーズンである。

## 概要
長く続くBクラスの脱却を図るべく、前年まで打撃コーチを務めていた西本幸雄が監督に昇格。西本新監督は小林米三オーナーの期待に応えるべく、鉄拳制裁などのあの手この手でチーム改革を試みるものの、負け癖が染みついたチームの体質改善までは至らなかった。投手陣では梶本隆夫や米田哲也に加えて石井茂雄・足立光宏などもローテを守ったが打線の援護なく負ける試合も目立った。打撃陣では4番の中田昌宏や石井晶、切り込み隊長のロベルト・バルボンが例年通りの成績を残したもののそれ以外の主力選手が軒並み不振に陥り、西本監督の1年目は球団史上初の最下位でシーズンを終えた。チームは優勝の西鉄に13勝16敗1分と健闘したが、2位の南海には10勝20敗と負け越し、5位の大毎には7.5ゲームも引き離されて西本監督の1年目は終了した。
この年からビジター用ユニフォームが一新され黒とオレンジをベースとしたデザインに変更された（1971年まで続く）。
なお、53年続いた「阪急」としてのシーズン最下位は後にも先にもこの年だけだった。

## チーム成績

### レギュラーシーズン
| 1 | 遊 | 本屋敷錦吾 |
| 2 | 三 | 岡嶋博治   |
| 3 | 中 | 衆樹資宏   |
| 4 | 右 | 杉山光平   |
| 5 | 一 | 石井晶     |
| 6 | 左 | 中田昌宏   |
| 7 | 二 | バルボン   |
| 8 | 捕 | 松並和視   |
| 9 | 投 | 梶本隆夫   |

| 順位 | 4月終了時 | 4月終了時 | 5月終了時 | 5月終了時 | 6月終了時 | 6月終了時 | 7月終了時 | 7月終了時 | 8月終了時 | 8月終了時 | 9月終了時 | 9月終了時 | 最終成績 | 最終成績 |
| ---- | --------- | --------- | --------- | --------- | --------- | --------- | --------- | --------- | --------- | --------- | --------- | --------- | -------- | -------- |
| 1位  | 南海      | --        | 南海      | --        | 南海      | --        | 南海      | --        | 南海      | --        | 南海      | --        | 西鉄     | --       |
| 2位  | 東映      | 2.0       | 東映      | 4.5       | 東映      | 8.0       | 東映      | 7.5       | 西鉄      | 7.5       | 西鉄      | 3.5       | 南海     | 1.0      |
| 3位  | 阪急      | 4.5       | 近鉄      | 8.5       | 近鉄      | 11.5      | 近鉄      | 11.0      | 近鉄      | 9.0       | 東映      | 11.0      | 東映     | 10.5     |
| 4位  | 西鉄      | 5.0       | 大毎      | 9.0       | 西鉄      | 13.5      | 西鉄      | 13.0      | 東映      | 10.0      | 近鉄      | 12.0      | 近鉄     | 12.5     |
| 5位  | 大毎      | 5.5       | 西鉄      | 10.0      | 大毎      | 19.5      | 大毎      | 16.5      | 大毎      | 16.5      | 大毎      | 17.5      | 大毎     | 23.5     |
| 6位  | 近鉄      | 7.0       | 阪急      | 13.0      | 阪急      | 19.5      | 阪急      | 21.0      | 阪急      | 23.0      | 阪急      | 25.0      | 阪急     | 30.5     |

| 順位 | 球団               | 勝 | 敗 | 分 | 勝率 | 差   |
| 1位  | 西鉄ライオンズ     | 86 | 60 | 4  | .589 | 優勝 |
| 2位  | 南海ホークス       | 85 | 61 | 4  | .582 | 1.0  |
| 3位  | 東映フライヤーズ   | 76 | 71 | 3  | .517 | 10.5 |
| 4位  | 近鉄バファローズ   | 74 | 73 | 3  | .503 | 12.5 |
| 5位  | 毎日大映オリオンズ | 64 | 85 | 1  | .430 | 23.5 |
| 6位  | 阪急ブレーブス     | 57 | 92 | 1  | .383 | 30.5 |

## オールスターゲーム
| ファン投票 | 選出なし |          |
| 監督推薦   | 梶本隆夫 | 米田哲也 |

## できごと
- 8月14日 - 近鉄戦の1回表、1937年10月27日の「金鯱×イーグルス」でのイーグルス以来26年振りの「5連続安打で無得点」となる。次の通り。

1. 先頭のロベルト・バルボンが右前安打で出塁するが、次打者・岡島博治の時に二盗失敗。
2. 岡島が二塁左を抜く安打、続く戸口天従も左前安打。ところが岡島が三塁手前で土井正博左翼手からの返球でアウト。
3. 4番・中田昌宏が中前安打、続く早瀬方禧も中前安打となったが、一挙本塁を狙った戸口が山本八郎中堅手の返球で3アウト。

## 表彰選手
| リーグ・リーダー |
| ---------------- |
| 受賞者なし       |

| ベストナイン |
| ------------ |
| 選出なし     |